# Camí municipal de Montcada
El Camí municipal de Montcada uneix les poblacions de Lleida i Alpicat a la comarca del Segrià. Segueix paral·lel la carretera N-240 entre Lleida i Osca. Es tracta d'un camí pas de vehicles agraris, motocicletes i bicicletes. Porta a les basses d'Alpicat. A Lleida es pot agafar des de l'Avinguda de Pinyana, és el camí que porta al tanatori. El camí té una longitud de 7,8 km des de l'Hospital Arnau de Vilanova fins a la carretera Alpicat-Torrefarrera.